# Francisco Graña Garland
Francisco Graña Garland (Lima, 30 de abril de 1902-Lima, 7 de enero de 1947) fue un empresario y periodista peruano. Promotor del desarrollo industrial de su país, fue fundador y director de Laboratorio Sanitas, empresa dedicada al negocio farmacéutico. Era presidente del directorio del diario  La Prensa cuando resultó asesinado, presumiblemente por instigación del partido aprista, como represalia por la línea editorial antiaprista de dicho diario. Este hecho trajo graves consecuencias políticas al gobierno de José Luis Bustamante y Rivero, que acabó siendo derrocado en 1948.

## Biografía
Hijo del médico Francisco Graña Reyes y de Enriqueta Garland Roel. Perteneciente a una adinerada e influyente familia, fue hermano de la diseñadora Rosa Graña Garland y primo del periodista Alejandro Miró-Quesada Garland. 
Cursó sus estudios escolares en el Colegio Sagrados Corazones Recoleta (Lima). Muy joven empezó a trabajar en la Hacienda Huando, propiedad de su tío Antonio Graña, de la que llegó a ser administrador. Poco después viajó a los Estados Unidos para realizar estudios sobre dirección agrícola, terminando por adquirir conocimientos sobre métodos y sistemas de carácter comercial e industrial.
De regreso al Perú, intervino en la irrigación de la hacienda La Esperanza, una obra de carácter privado. Se convirtió en  promotor de la industrialización peruana. Fundó la Intercontinental Trade Co., firma importadora, así como Laboratorios Sanitas, que se convirtió en una empresa modelo de su género, en el rubro farmacéutico.
También fue aficionado al periodismo. De acuerdo a una información recogida por Luis Alberto Sánchez, escribía artículos humorísticos que aparecieron en el semanario Vanguardia (cuyo director era Eudocio Ravines), aunque se ocultaba bajo un pseudónimo. Aunque no era un periodista habitual, ni reconocido por el público como tal. Tampoco participaba en política. Su pasión eran los negocios empresariales.
En 1946 asumió la presidencia del directorio del diario La Prensa, publicación que por entonces hacía una enconada oposición a la política del APRA. Este partido, liderado por Víctor Raúl Haya de la Torre, había llevado al poder a José Luis Bustamante y Rivero, formando parte de una alianza con otras fuerzas políticas, pero luego se había convertido en el más feroz opositor de dicho régimen, comprometiendo gravemente la gobernabilidad del país.
La noche del 7 de enero de 1947, Graña fue asesinado a balazos en Pueblo Libre, Lima, cuando conducía su carro luego de salir de la sede del Laboratorio Sanitas. Para la mayoría de la opinión pública, el crimen había sido indudablemente obra de los apristas; solo existía la duda de que hubiera sido cometido por algunos exaltados de manera personal o que tuviera la dirección expresa del partido. Rumores menos creíbles achacaban el hecho a los comunistas; a la extrema derecha (el «clan de los exportadores», para culpar a los apristas); también se habló de crimen pasional o venganza particular por rivalidades empresariales.
Después de meses de investigación se resolvió que los supuestos asesinos habían sido dos apristas, Alfredo Tello Salavarría y Héctor Pretell Cabosmalon, el primero de ellos miembro de la Cámara de Diputados del Congreso, por la provincia de Bolívar, de La Libertad. No fueron llevados a juicio hasta después de algunos años, para finalmente ser declarados culpables tras un largo proceso, ya bajo el Ochenio de Odría.
Mucho tiempo después, un exmilitante aprista, Luis Chanduví Torres, publicó un libro en el que reveló que el asesino de Graña fue Eddie Chaney Sparrow, otro militante aprista. También cuenta que, antes de ocurrir el crimen, se produjo una conversación entre Haya de la Torre y su círculo de más confianza, en la que el líder aprista, preocupado por los demoledores ataques que La Prensa contra el APRA, dijo que sería conveniente neutralizar a Graña. Queda en el misterio sobre el sentido que Haya de la Torre daba al verbo neutralizar y si es que algunos de los más exaltados apristas lo interpretaron a su manera.
La consecuencia inmediata de este acontecimiento fue la caída del gabinete ministerial presidido por Julio Ernesto Portugal. En el nuevo gabinete, integrado en su mayoría por militares, se encontraba el general Manuel A. Odría conocido por su anti-aprismo. Sería Odría quien finalmente derrocaría a Bustamante, dando comienzo a la dictadura del Ochenio.
Fue enterrado en el mausoleo de la Familia Graña en el Cementerio Presbítero Maestro.

## Descendencia
El 18 de junio de 1933 se casó con María Alejandra Aramburú Raygada, con la que tuvo tres hijos: Ana María Enriqueta Albina Graña Aramburú (n. 1934) —bibliotecóloga—; Francisco Graña Aramburú —abogado—; y Alejandro Graña Aramburú —médico—.